# Абанкур, Шарль Франквилль
Шарль-Ксавье-Жозеф де Франк Вилль Абанкур (фр. Charles-Xavier-Joseph de Franque Ville d,Abancour; 1758—1792) — последний военный министр Франции при Людовике XVI.

## Биография
Вступил в эту должность в 1792 году. Абанкур предоставил Законодательному совету рапорт о состоянии северных границ. Неудачно защищал Тюльери и был предан суду за «оскорбление нации». Отстранённый по требованию Тюрио от должности военного министра, Абанкур был арестован вместе с Бертье, своим первым секретарём и сослан сначала в Форж, а потом в Орлеан.
Получив приказ возвратиться в Париж Абанкур был умерщвлён на пути в Версаль 9 сентября 1792 года.